# Who’s Afraid of the Big Bad Wolf?
«Who’s Afraid of the Big Bad Wolf?» (с англ. — «Кто боится большого плохого волка?») — песня композитора Фрэнка Черчилля на стихи Энн Ронелл, которая впервые прозвучала в 1933 году в мультфильме «Три поросёнка» в исполнении актрис Мэри Модер и Дороти Комптон, а также Пинто Колвига, озвучивавших поросят. Песенка быстро стала популярной и считается одной из самых известных, прозвучавших в диснеевских мультфильмах. В русском переводе больше известна как «Нам не страшен серый волк».
Впоследствии песня неоднократно перепевалась другими исполнителями, такими, как Бен Берни, Дон Бесторр, Виктор Янг, Уоррен Уильям, Джинджер Роджерс, Жан Саблон, Three X Sisters, Дюк Эллингтон, Рита Павоне, Джек Плеис, Барбра Стрейзанд и Макс Раабе.
В 1963 году Эдвард Олби назвал свою пьесу «Кто боится Вирджинии Вулф?» (англ. Who’s Afraid of Virginia Woolf?), вдохновившись названием песенки.